# Canção do Mar
Canção do Mar (Portugal, 1955) é uma canção portuguesa com letra de Frederico de Brito e música de Ferrer Trindade. Foi cantada por Amália Rodrigues em 1955, sob o título Solidão, para o filme Os Amantes do Tejo. Foi também cantada por Tristão da Silva, em 1961, sob o seu título original. 

## Versões
Em 1987, Anamar lança o álbum Almanave, que inclui uma nova de "Canção do Mar". Este álbum chegou a disco de prata. Dulce Pontes gravou uma versão da música para o seu álbum Lágrimas, de 1993, tornando-se essa a mais conhecida versão. A versão de Dulce Pontes foi incluída nas trilha sonora do filme americano A Raiz do Medo (título original: "Primal Fear"; no Brasil: As Duas Faces de Um Crime), a pedido de seu ator principal, Richard Gere.
Outras artistas internacionais também se renderam a esta música, cantando as suas próprias versões em outras línguas, tal como: Hélène Segara ("Elle, tu l'aimes", 2000, com o videoclipe filmado no Alentejo e sendo protagonizado Ricardo Pereira), Chenoa ("Oye, Mar", 2002) e Sarah Brightman ("Harem", 2003).
No Brasil, a "Canção do Mar" foi gravada inicialmente por Agostinho dos Santos, em 1956, pelo selo Polydor, e, no ano seguinte, foi gravada por Almir Ribeiro, pelo selo Copacabana. Também foi usada como tema de abertura de uma adaptação do romance As Pupilas do Senhor Reitor, de Júlio Dinis, em telenovela. Interpretado por Dulce Pontes, este tema tornou-se um dos maiores êxitos da canção portuguesa de sempre, sendo provavelmente a canção portuguesa mais conhecida fora de Portugal, interpretada até hoje por artistas de várias partes do mundo. Sua versão instrumental foi utilizada como tema de abertura do seriado policial estadunidense Southland.

## Reconhecimento
Em 2024, foi um dos temas portugueses seleccionados para o Cancioneiro da União Europeia. 

## Ligações Externas
- Canção do Mar interpretada por Amália Rodrigues